# Paso Real de Macaira (paroisse civile)
Pour les articles homonymes, voir Paso et Macaira.
Paso Real de Macaira est l'une des sept paroisses civiles de la municipalité de José Tadeo Monagas dans l'État de Guárico au Venezuela. Sa capitale est Paso Real de Macaira.

## Géographie

### Démographie
Hormis sa capitale Paso Real de Macaira, la paroisse civile comporte plusieurs localités, dont :
- Arenitas
- El Guamo
- Paso del Medio
- Paso Real de Macaira
- San Antonio de Tamanaco
- Tamanaco Abajo